# Central Pacific Railroad

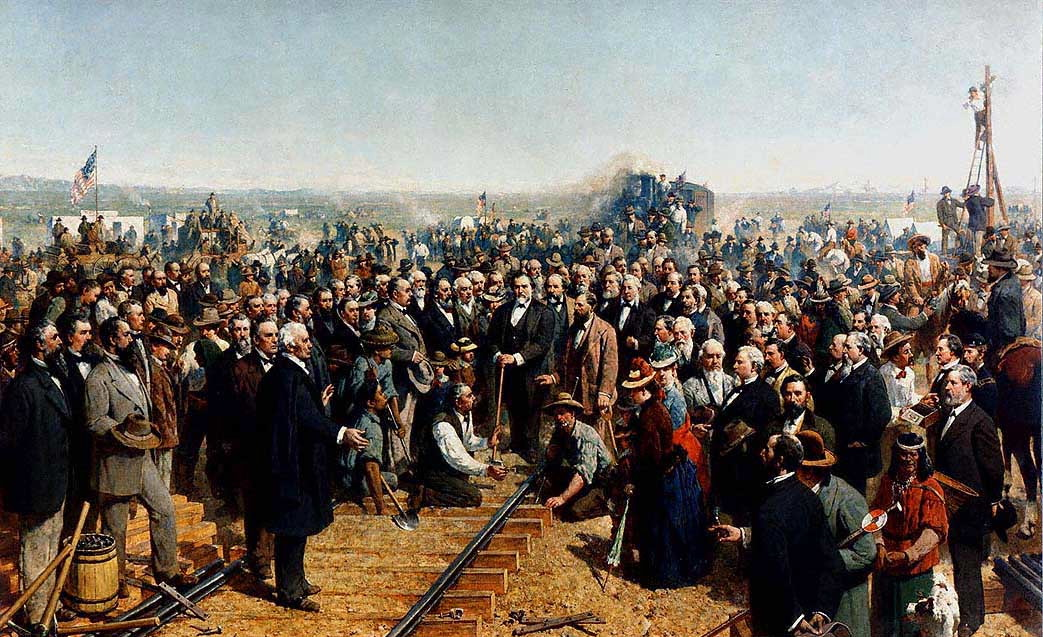
The Last Spike, por Thomas Hill (1881).

A Central Pacific Railroad (CPRR) é a extinta empresa ferroviária, cuja malha foi construída entre a Califórnia e o Utah, nos Estados Unidos, fazendo parte da "Primeira Ferrovia Transcontinental".
A companhia foi inaugurada em 1863 e encerrou suas atividades em 1885. Permaneceu como subsdiária "não operante" da Southern Pacific Railroad, até ser fundida a esta em 1959.